# Marion Burns
Marion Burns (Los Angeles, 9 agosto 1907 – Laguna Niguel, 22 dicembre 1993) è stata un'attrice statunitense.

## Filmografia parziale

### Cinema
- L'occidente d'oro (The Golden West), regia di David Howard (1932)
- Io e la mia ragazza (Me and My Gal), regia di Raoul Walsh (1932)
- Sensation Hunters, regia di Charles Vidor (1933)
- Tre contro la morte (The Devil Tiger), regia di Clyde E. Elliott (1934)
- Born to Be Bad, regia di Lowell Sherman (1934)
- Cavaliere all'alba (The Dawn Rider), regia di Robert N. Bradbury (1935)
- Paradise Canyon, regia di Carl Pierson (1935)
- Passione ardente (Dramatic School), regia di Robert B. Sinclair (1938) - non accreditata

### Televisione
- Wire Service – serie TV, episodio 1x11 (1956)
- Manhunt – serie TV, episodio 1x09 (1959)
- Io e i miei tre figli (My Three Sons) – serie TV, episodio 1x32 (1961)